# Östfronten under andra världskriget
Östfronten är den allmänna beteckningen på den del av andra världskriget som fördes i Östeuropa, vilket i huvudsak innebär kriget mellan Axelmakterna och Sovjetunionen. Striderna på östfronten inleddes med operation Barbarossa (ty. Fall Barbarossa, jfr Fredrik Barbarossa, "Fredrik Rödskägg") som var kodnamnet för Nazitysklands invasion av Sovjetunionen under andra världskriget. Operation Barbarossa blev inledningen på ett nästan fyra år långt krig mellan Nazityskland, dess allierade (Axelmakterna) och Sovjetunionen (där konflikten är känd som stora fosterländska kriget).
Östfronten var den i särklass största krigsskådeplatsen under andra världskriget och anses allmänt vara den blodigaste konflikten i historien mellan två stater, med totalt minst 30 miljoner dödsoffer eller åtminstone 75 % av samtliga dödsoffer i den europeiska delen av andra världskriget. Cirka 4,3 miljoner av totalt 5,3 miljoner tyska soldater som miste livet i andra världskriget stupade eller dog i kriget mot Sovjetunionen.

## Bakgrund
Molotov-Ribbentrop-pakten – en icke-aggressionspakt mellan Nazityskland och Sovjetunionen som undertecknades i augusti 1939 ledde till den gemensamma tyska och sovjetiska invasionen av Polen. Vidare invaderade Sovjetunionen  Estland, Lettland, Litauen och Bessarabien i Rumänien. Diktaturerna Sovjetunionen och Nazi-Tyskland hade emellertid konkurrerande ambitioner.
Erövringen av Sovjetunionen, skapandet av lebensraum (livsrum) för Tysklands befolkning och kommunismens "förintelse" hade länge varit en av hörnstenarna i Adolf Hitlers program. Enligt Hitlers syn på världen var kommunismen, efter judarna, det största hotet mot tyska folkets överlevnad. Det fanns inte plats för både Tyskland och kommunismen i hans "tusenåriga tredje rike".
Planerna att krossa Sovjetunionen- bolsjevismen (kommunismen) hade Hitler lanserat redan i boken Mein kampf som han skrev under fängelsevistelsen i Landsberg am Lech 1924. Förutom att kommunismen enligt Hitler var en ideologi som saknade existensberättigande ansåg han att slaver däribland ryssar och polacker hade "föroreningar" från judiskt blod via ingifte redan från medeltiden vid Khazarer.
Följaktligen skulle slaverna röjas ur vägen när "livsrummet" för det framtida Tyskland skulle skapas. Det var främst ett utrotningskrig.
Redan den 30 juli 1940 började Hitler planera för ett anfallskrig mot Sovjetunionen. Planen utarbetades av Friedrich Paulus, som senare skulle komma att leda den 6:e tyska armén i slaget vid Stalingrad under 1942–1943. Det ursprungliga datumet för operation Barbarossa sattes till den 15 maj 1941, men i april det året var tyskarna tvungna att invadera Jugoslavien och Grekland vilka besegrades snabbt. Kriget var återigen en stor tysk framgång men det försenade anfallet mot Sovjetunionen med drygt en månad. Nytt anfallsdatum sattes till 22 juni.

## Styrkeförhållandena
Röda arméns styrkor bestod (den 22 juni 1941) av 190 divisioner, 3 289 851 soldater, 59 787 kanoner och granatkastare, 10 743 flygplan, samt 25 886 stridsvagnar (av vilka 15 687 var utplacerade längs gränsen). De sovjetiska stridsvagnstyrkornas modellfördelning såg ut på följande sätt: T-26 - 9 998 stycken; BT - 7 519; T-28 - 481; T-35 - 59; T-37, 37A, 38 - 5 836; T-40 - 132; T-34 - 1 225; KV - 636. (Källa: "1941 års stridsvagnspogrom" av Vladimir Besjanov, Moskva, 2001). Enligt Besjanov var 15 687 av dessa förlagda vid gränsen. Men vad Röda armén saknade var vapen av mindre kaliber, till exempel gevär, pistoler och automatvapen.
Axelmakternas styrkor bestod av 166 divisioner, 4 306 800 soldater (inklusive Tysklands allierade från Italien, Rumänien och Ungern), 42 601 kanoner och granatkastare, 4 846 flygplan, samt 4 171 stridsvagnar. De tyska pansartrupperna fördelade sig på följande modeller: Pz-I - 180 stycken; Pz-II - 746 (plus 85 IIFL); Pz-35(t) - 187 (tjeckisk); Pz-38(t) - 772 (tjeckisk); Pz-III - 965; Pz-IV - 439; 230 ledningsstridsvagnar; 227 rumänska tanks samt en strategisk reserv på omkring 450 stridsvagnar.
Wehrmacht förfogade över ca 500 000 bilar och 600 000 hästar. Tyskarna hade ett övertag gentemot Sovjet vad gäller handeldvapen och ammunition.

## Krigsförloppet

### Tysk offensiv
Längs hela den tysk-sovjetiska gränsen från Östersjön i norr till Svarta havet i söder angrep tyska styrkor sovjetiska flygbaser, gränsposteringar, strategiska installationer och politiska centra för att bana fri väg för tyska styrkor den 22 juni 1941.
Den sammanlagda tyska invasionsstyrkan torde ha uppgått till 3,4 miljoner man, 67 % av alla marktrupper som Nazityskland för tillfället förfogade över. Därutöver deltog också stora styrkor från Italien, Rumänien och Ungern, totalt närmare 4 miljoner man. Hela fronten var cirka 3 000 km bred och uppdelad på tre armégrupper. Armégrupp Nord skulle erövra Baltikum, Armégrupp Mitte skulle anfalla i riktning mot Moskva och Armégrupp Süd skulle invadera Ukraina. Den europeiska delen av Sovjetunionen försvarades av cirka 2,6 miljoner sovjetiska soldater. Operation Barbarossa hade nu inletts; det som i sovjetstaten kom att bli känt som Det stora fosterländska kriget. Genom uttalanden av Hitler om "förbund" tillsammans med det faktum att Tyskland hade vissa förband (som inte aktivt deltog i operationen) på finskt territorium vid tiden för anfallet, provocerades Sovjetunionen till krigshandlingar även mot Finland som därigenom 25 juni drogs in i fortsättningskriget.
Kriget var för Tysklands del inledningsvis mycket framgångsrikt. Det sovjetiska försvaret blev helt överraskat och redan första dagen förstörde Luftwaffe över 1 200 ryska flygplan, mestadels redan på marken. Det sovjetiska flygvapnet, som hade varit världens största, var lamslaget och tyskarna uppnådde luftherravälde, vilket de skulle ha i flera år framåt.
När de tyska pansarstyrkorna anföll bröts nästan hela den sovjetiska fronten, förutom på de södra delarna där sovjeterna erbjöd segt motstånd. Den första dagen avancerade tyskarna 80–95 km. Eftersom sovjeterna spridit ut sina stridsvagnar bland infanteriet blev de lätta byten för de tyska pansarvärnskanonerna. Bara under de tre första veckorna hade Sovjet förlorat 3 500 stridsvagnar och mer än 6 000 flygplan. När fronten brutit samman avancerade tyskarna i ett rasande tempo. Den 26 juni gick tyskarna mot Minsk, de hade avancerat 300 km på fem dagar. I striderna så gott som utplånades 32 sovjetiska divisioner och tyskarna tog 324 000 krigsfångar, och 2 500 stridsvagnar förstördes eller erövrades. Bara under krigets första två veckor togs mer än en miljon sovjeter till fånga inklusive civila. Ett viktigt mål för tyskarna var Ukraina. Det skulle både göra Tyskland helt självförsörjande på livsmedel och ta ifrån Sovjetunionen dess viktigaste jordbruksområden. Bara under krigets första månad förlorades över 6 000 sovjetiska stridsvagnar. Från den 22 juni till 18 juli hade axelmakterna förlorat 110 000 man. Det tyska flyget hade förlorat 1 280 flygplan, det var mer än vad man hade förlorat i flygkriget mot Storbritannien från augusti till september 1940, och mer män än kriget i väst 1939–1940.
Blixtkrig, Blitzkrieg, ledde till snabba framstötar och sovjetiska arméer blev inringade och kapitulerade i hundratusental i bland annat Minsk (300 000 fångar) i juli och Smolensk (ca 300 000 fångar) i augusti. Att Stalin beordrade att reträtter och kapitulationer var förbjudna underlättade inte Röda arméns försvarsstrid. Efter den tyska krigsmakten följde Einsatzgruppen från SS för att avrätta judar, kommunister, politiska kommissarier och andra, för nazisterna, icke önskvärda element.
Den 16 juli föll även Smolensk och 300 000 man och mer än 3 000 stridsvagnar och 3 000 fältkanoner gick också till spillo. Tyskarna var bara 320 km från Moskva, målet för armégrupp Mitte. Dock hade armégrupp Süd stora svårigheter och avancerade inte lika snabbt som armégrupp Mitte vilket oroade Hitler en aning. Ett annat problem som uppstod nu var att de var så pass långt borta från sitt hemland, Tyskland. Vapentransporterna och mattransporterna tog nu bara längre och längre tid att få fram. Efter bara tre månader krig hade Sovjet förlorat nästan tre miljoner man, likväl dök hela tiden nya sovjetiska arméer upp från ingenstans, men fortsatte ändå att kämpa, vilket förvånade omvärlden.
I mitten av augusti hade armégrupp Nord erövrat Baltikum och inledde ett stort anfall mot Sovjetunionens andra stad, Leningrad. Man lyckades dock inte erövra staden, men Leningrad var inringat och i början av september inleddes belägringen av Leningrad som skulle vara i nästan 900 dygn. På andra håll fortsatte de tyska framgångarna. De tyska styrkorna ryckte fram så snabbt att såväl infanteri som underhållstrupper i augusti började få problem att hinna med pansartrupperna och de mekaniserade förbanden, vilket började orsaka problem för tyskarna.
I augusti bestämde Adolf Hitler att en stor kraftansträngning skulle göras på det södra frontavsnittet genom att styrkor från den centrala armégruppen skulle gå runt Dnepr-träsket för att omringa de sovjetiska styrkorna och därmed erövra hela Ukraina och nå Kaukasus. I Kaukasusområdet fanns stora oljeresurser och utan dem skulle Sovjetunionens situation vara desperat. Dessutom skulle oljekällorna ge tillräckligt olja till tyska industrin. I september blev en jättelik sovjetisk armé inringad vid Kiev och kapitulerade. Tyskarna tog 665 000 krigsfångar. Av dessa tillfångatagna skulle bara 20 000 överleva.

#### Orsaker till de inledande framgångarna
Det finns flera orsaker till varför det gick så bra för tyskarna i början av kriget på östfronten.
- Sovjeternas trupper var placerade alldeles för långt fram. Deras positioner var mer offensiva än defensiva, vilket berodde på den sovjetiska doktrinen, som förutsåg att alla fiender skulle besegras vid gränsen varpå man skulle förfölja in på fientligt territorium.
- Stalin hade vägrat att mobilisera hela armén för krig. När tyskarna väl kom, fanns ofta inte tillräckligt med motstånd på plats. Stalin hade många små trupper, men få stora. Små trupper var lätta byten för de gigantiska tyska trupperna som kom in i landet.
- Sovjet gjorde om samma misstag som fransmännen hade gjort året innan, med utspridda stridsvagnar längs hela fronten. Vidare var de sovjetiska trupperna inte helt utrustade och saknade framförallt de logistiska resurser som krävdes för modern krigföring med resultat att de flesta stridsvagnarna förlorades på grund av haverier och bränslebrist.
- Flygplatserna var för få med följd att flygplanen var parkerade vinge vid vinge. Att några dessutom låg nära gränsen gjorde inte saken bättre. De sovjetiska truppernas placering tydde på att de skulle gå till attack, inte försvara något (en minoritet av moderna historieskrivare menar att Stalin planerade ett erövringståg i Europa i syfte att sprida kommunismen till fler länder[källa behövs]).
- Ytterligare en anledning till tyskarnas snabba frammarsch var att Stalin hade vägrat att ge order till sin armé att börja gräva ner sig och förbereda sig för ett försvarskrig. På vissa gränsavsnitt beordrade man till och med att taggtråden skulle tas ner. Broar hade inte minerats, vilket ledde till att de förblev intakta i anfallets inledningsskede, vilket gynnade de framryckande tyskarna.

### Belägringen av Leningrad

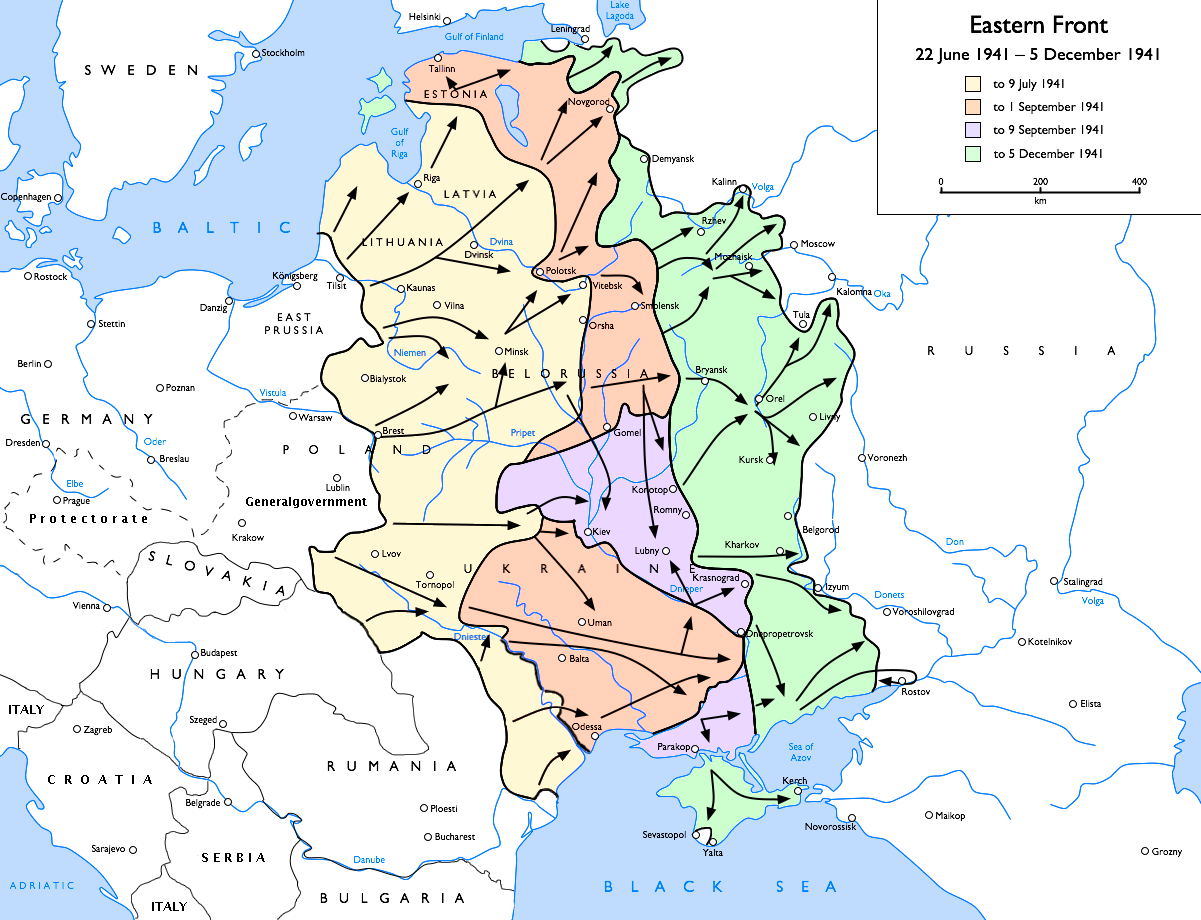
Tysk offensiv 1941 mot Sovjetunionen.

Den 1 september 1941 gick Armégrupp Nord till förnyad offensiv till floden Nevas västra strand och skar av Leningrads förbindelser söderut. Nordväst om staden höll finska trupper på att återta de områden som gått förlorade i vinterkriget. Finska styrkor skar av de norra förbindelserna den 8 september och därmed hade belägringen av Leningrad börjat. Finnarna vägrade dock att hjälpa tyskarna i anfallet mot Leningrad. General Zjukov kom till staden den 11 september och lyckades svetsa samman trupperna, höja moralen och bygga upp ett starkare försvar. Staden utsattes för svårt bombardemang men vägrade kapitulera. När vintern kom, kom också svälten till Leningrad. Befolkningen tvingades äta allt som gick att äta, exempelvis sällskapsdjur, tapeter (med tapetklister) och hårolja.
Den 8 september hade tyskarna 1 916 flygplan på östfronten medan Sovjet hade 1 175 flygplan.

### Offensiv mot Moskva

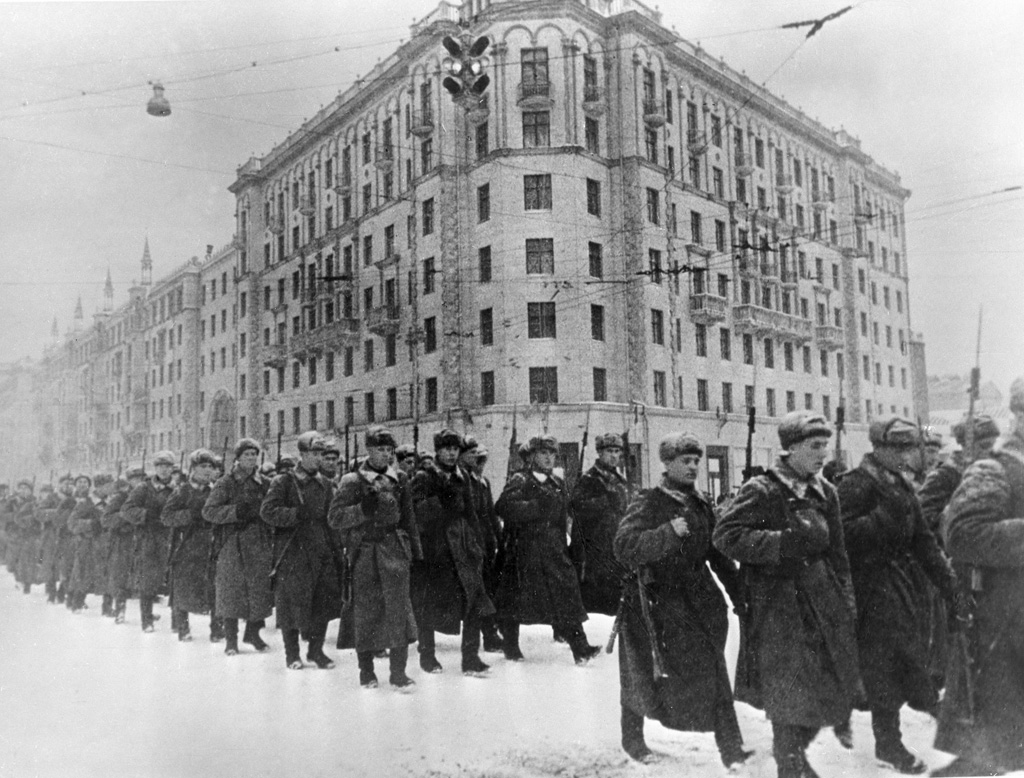
Nya sovjetiska styrkor på väg till fronten från Moskva i december 1941.

I början av oktober 1941 hade Röda armén hämtat sig på central-avsnittet, nya reserver och en senkommen omorganisering av ledningen gjorde att man blev bättre förberedd att möta tyskarna, som den 2 oktober startade en storoffensiv mot Moskva (operation Taifun).
Den 4 oktober befann sig tyskarna 110 km från Moskvas västra utkant. Tyskarnas pansargrupper lyckades med två stora inneslutningar i oktober utanför Moskva som innehöll cirka 665 000 sovjetiska soldater och 1 242 stridsvagnar – det var mer än vad som fanns totalt i von Bocks tre pansargrupper. Den 4 oktober intog tyskarna Kalinin (nuvarande Tver), 160 km nordväst om Moskva, med dess bro över Volga och järnvägstrafiken mellan Moskva och Leningrad. Samtidigt på den södra fronten svängde tyska pansarfordon upp förbi staden Tula och hotade Moskva söderifrån. Sovjet hade placerat 30 % av alla infanteridivisioner, 35 % av stridsvagnsbrigaderna och 40 % av flyget vid Moskva.
Trots problem med bland annat höstregn närmade sig tyskarna Moskva alltmer. Den 20 oktober var tyskarna bara 65 km från Moskva. Ytterligare 600 000 krigsfångar togs i oktober vid Branjsk och Vjasma och den 27 november nådde de främsta pansarenheterna Volgakanalen 32 km från Moskvas norra förorter. Patrullerna kunde se solen glittra på kupolerna i Kreml.
Men närmare Moskva än så kom aldrig Wehrmacht. I början av december hade tyskarna utstått förluster på 743 000 man i döda och sårade (de sjuka oräknade) och hade ett underskott på 340 000 man. I Tyskland fanns ersättning på bara 33 000 man tillgängliga. Av de 500 000 bilar som deltagit i fälttågets inledning hade 150 000 avskrivits och nästan 300 000 behövde repareras. Det beräknades att det skulle ta minst ett halvår att få upp varje motoriserad division i full styrka igen. Dessa förluster förbleknade ändå vid sidan av dem som Röda armén tillfogats under samma period. Mellan juni och början av december hade den förlorat nästan 3 miljoner dödade i strid och över 3 miljoner tillfångatagna.

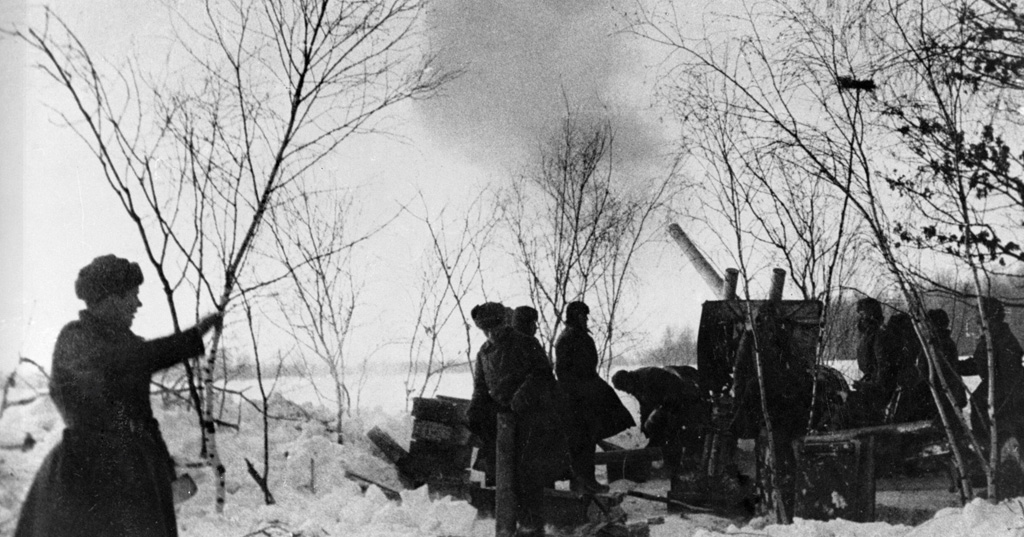
Sovjetiska kanoner öppnar eld mot tyska styrkor under slaget om Moskva.

I Moskva fanns general Zjukov och man kan säga att det var han som räddade Sovjetunionen denna gång. Han ordnade så att hela det sovjetiska folket hjälpte till att gräva skyttegravar och bygga stridsvagnshinder. Han fick också upp den glöd som behövdes för att hålla tyskarna borta från Sovjetunionen. Detta hindrade tyskarna framåt, och inte blev det bättre av allt regn som forsade ner i oktober. Regnet var outhärdligt, och gjorde marken till lera. Det var svårt att ta sig fram och försörjningstransporterna kom inte fram alls. Det fanns några få asfalterade vägar men de räckte inte för tyskarnas behov. Då hade sovjeterna det lättare, som mer ”stod och väntade” på tyskarna.
Den tyska krigsmaskinen hade kört fast redan innan den starka vinterkölden som kom under månadsskiftet november–december. Vinterkrigföring var tyskarna inte utrustade för. Arméledningen hade försummat att förse soldaterna med adekvat vinterutrustning och de led svårt i den starka kölden. Röda armén var å andra sidan väl utrustad för vinterkrigföring. Den 5 december inleddes en stor sovjetisk motoffensiv (se slaget om Moskva) med tyngdpunkten vid frontavsnittet framför huvudstaden och längre söderut i Ukraina. Den tyska strategin hade misslyckats och nu väntade ett långt krig. Då var det avgörande vem som hade de största potentiella resurserna. Den 1 december hade tyskarna 1 050 flygplan på östfronten medan Sovjet bara hade 784. Samtidigt blev USA indraget i andra världskriget vilket på ett avgörande sätt försköt styrkeförhållandet till Tysklands nackdel.

### Sovjetiska motoffensiven vintern 1941
Stalin hade haft 40 välutbildade och vinterutrustade divisioner i Sibirien för att kunna avvärja ett japanskt angrepp men Stalins spion Richard Sorge kunde meddela den sovjetiska militärledningen att japanerna istället planerade krig i Sydostasien och i Stilla havet. Stalin kunde då flytta dessa divisioner till Moskva. Även i Leningrad bjöd nu sovjeterna på motstånd, och hindrade tyskarna från att tränga in i staden.

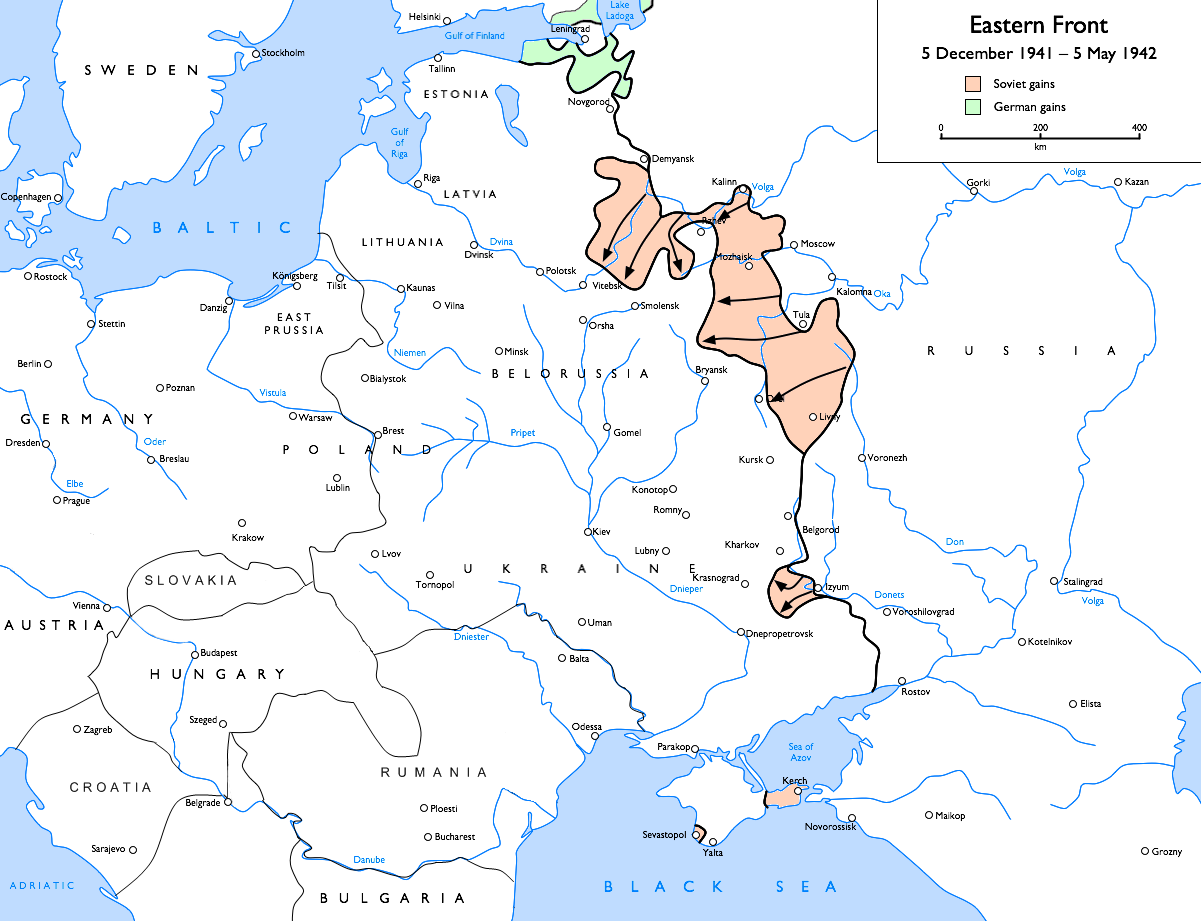
Strategisk karta över sovjetiska motoffensiven som räddade Moskva.

Tyskarna började istället bomba Leningrad, deras artilleri nådde varenda byggnad i staden. Men det största problemet för sovjeterna var livsmedel. Den enda väg som förnödenheter kunde nå Leningrad var över Ladoga och när isen lade sig blev man tvungen att transportera över allt med lastbil, vilket inte räckte. Folk frös ihjäl, svalt ihjäl eller dog av tyska bomber. Det skulle dröja mer än två år innan Leningrads belägring kunde hävas. Zjukov insåg hur sårbar den tyska armén var för vinter. Den 6 december började han motoffensiv med de sibiriska trupperna 720 000 man, 8 000 kanoner och granatkastare och 720 stridsvagnar, längs en 100 km lång frontsektor. Till skillnaden från tyskarna var dessa trupper fullt utrustade för vinterkrig.
Tyskarna blev mycket överraskade och tyskarnas positioner utmed hela Östfronten kom i gungning. En desperat Hitler förbjöd reträtt men Röda armén pressade ändå tillbaka angriparen. En månad senare hade tyskarna pressats tillbaka upp till 250 km och förlorat 17 divisioner och över hälften av soldaterna i de övriga divisioner, över 500 000 tyskar dödades, skadades och tillfångatogs. Detta innebar att chansen att erövra Moskva var borta och i praktiken hade man förlorat hela andra världskriget.

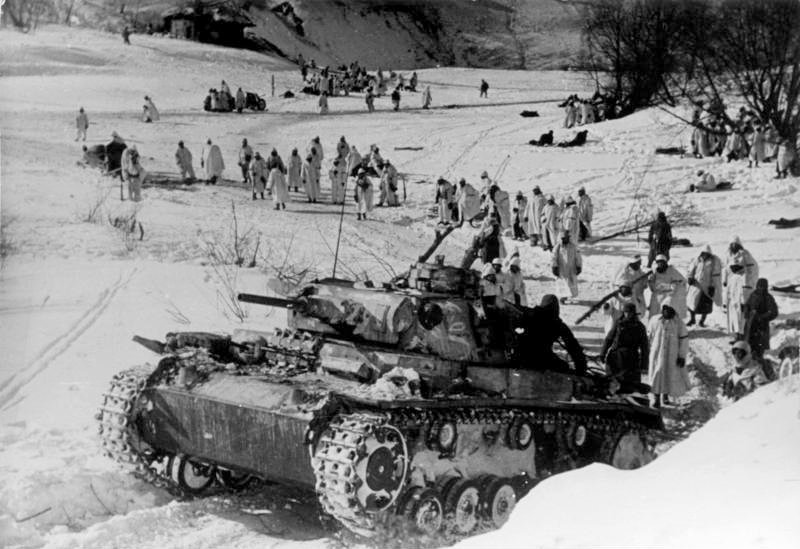
Tyska trupper nära Demjansk i mars 1942.

Ytterligare ett sovjetiskt anfall genomfördes i slutet av januari. Målet för anfallet var skarven mellan armégrupp Nord och armégrupp Mitte, mellan Seligersjön och Rzjev och man lyckades att driva en bred kil mellan de tysk armégrupperna. Tillsammans med framryckningen från Kaluga till sydvästra delen av Moskva var det meningen att de två offensiverna skulle sammanstråla vid Smolensk. Med den offensiven krävde Stalin att man skulle säkra Moskvaområdet, häva belägringen av Leningrad och återta förlorad mark i Ukraina. Inledningsvis vann anfallet mark. Sovjetiska styrkor rykte framåt och slöt sig runt Demjansk och Vjazma samtidigt som utfall gjordes mot Smolensk och Brjansk. Trots dessa framgångar gick luften snart ur det sovjetiska anfallet. Stalin fick bittert acceptera att de tyska förbanden försvarade sig skickligt och med beslutsamhet trots vinterns plågor. I mars hade tyskarna hämtat sig och stabiliserat sina linjer och säkrat en del av Vjazma-fickan.
En sovjetisk luftlandsättningsoperation vid det tyskkontrollerade Dorogobuzj blev ett spektakulärt misslyckande. De fallskärmsjägare som överlevde var tvungna att fly till de partisankontrollerade områden som började att växa till bakom de tyska linjerna.
I norr vid Demjansk fanns utsikter för en större sovjetisk seger. Där var en stor del av den tyska 16. armén inringad. Hitler övervägde ingen evakuering och beordrade de 100 000 soldaterna som var fast i fickan att hålla ställningarna. Över 100 tyska flygningar per dag, som förde in totalt 60 000 ton förnödenheter och evakuerade 35 000 sårade, gjorde möjlig för tyskarna att hålla ställningarna och en landkorridor öppnades i väster i slutet av april.
I söder stormade Röda armén över floden Donets vid Izium och gjorde en 100 km lång inbuktning. Planen var att trycka tillbaka den tyska armégrupp Syd mot Azovska sjön, men när vinterkylan släppte sitt grepp gjorde tyskarna ett motanfall och omfattade de sovjetiska styrkorna vid det andra slaget vid Charkiv.

### 1942 till sommaren 1943

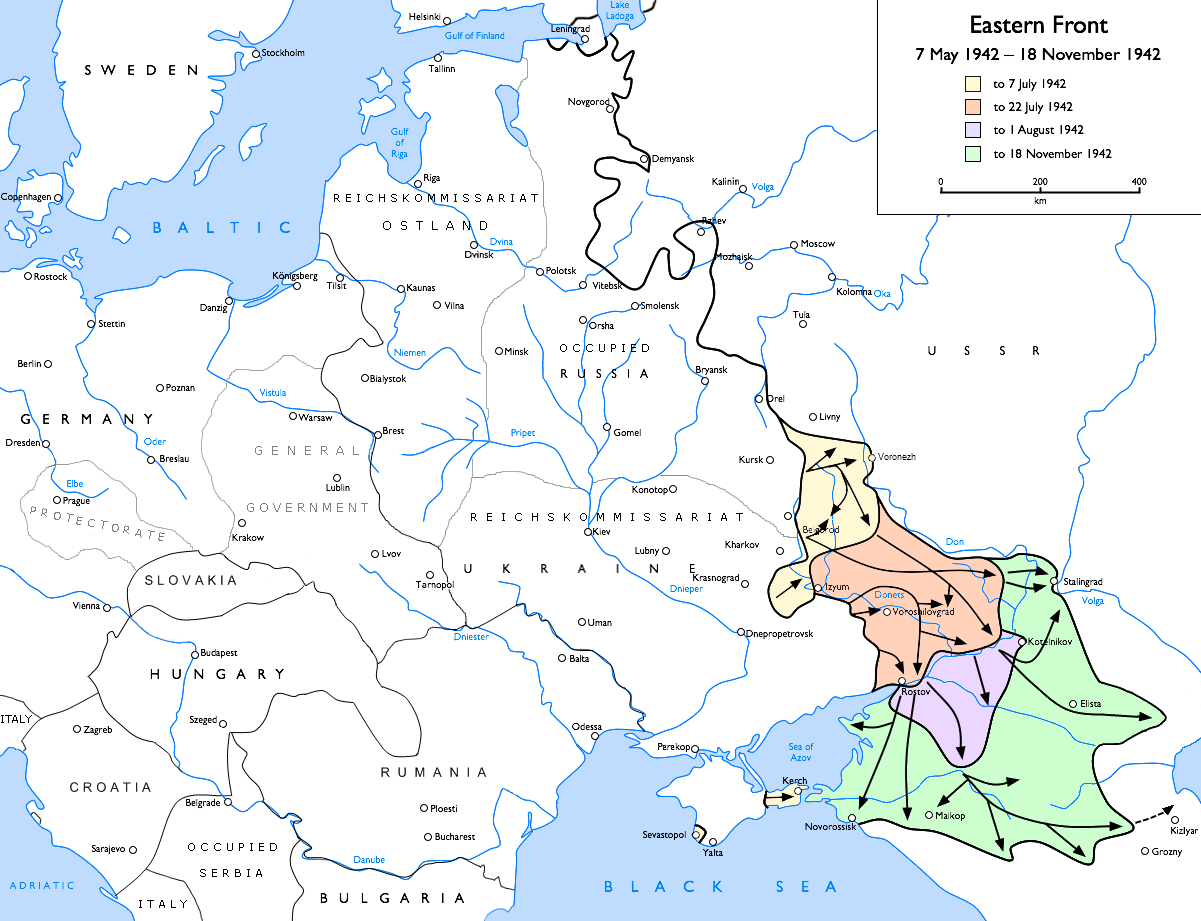
Karta över Operation Blå.

Den sovjetiska segern var ändå långt borta i slutet av 1941. Den sovjetiska motoffensiven framför Moskva och stora delar av östfronten (slaget om Moskva) under årsskiftet 1941–1942 fick Wehrmacht i gungning och en rasande Hitler förbjöd reträtter. Likväl pressades fronten tillbaka tiotals mil innan våren kom och striderna avstannade. På södra frontavsnittet återtogs storstaden Charkiv i Ukraina under försommaren innan den sovjetiska offensiven var stoppad. Likväl innebar detta ett stort nederlag för tyskarna. Moskva hade räddats och chanserna att erövra Sovjetunionens huvudstad var i praktiken borta. Även målsättningen på det södra frontavsnittet att nå fram till Kaukasus och erövra de för den sovjetiska sidans del livsviktiga oljekällorna hade misslyckats.
Många militärhistoriker anser att Hitler redan förlorade chansen att erövra Moskva i slutet av sommaren då han bestämde att stora truppstyrkor skulle anfalla på sydfronten för att erövra Kiev och Ukraina samt Kaukasus. Detta ledde till att det den centrala armégruppen som skulle anfalla i riktning mot Moskva försvagades. Man hade också underskattat problemen med underhållet. Fronten var hösten 1941 hela 3 000 km lång. Trots de enorma resurser som Tyskland satt in i kriget blev det ändå problem med att få fram tillräckligt med underhåll till samtliga trupper. En del historiker har åtminstone i äldre forskning menat att det faktum att man flyttade fram starten på anfallet med drygt en månad var en viktig orsak till att operation Barbarossa misslyckades. Numera menar flertalet att även om tyskarna lyckats erövra Moskva är det knappast sannolikt att Sovjetunionen kapitulerat. Det fanns fortfarande massor med land att utnyttja för Röda armén för att retirera och förbereda motoffensiver. Inte ens om tyskarna erövrat allt land fram till Uralbergen är det enligt deras ståndpunkter troligt att Sovjetunionen blivit slutgiltigt besegrat.
Inför angreppet mot Sovjetunionen räknade Hitler och arméledningen med ett kort krig. Enligt planerna skulle Röda armén i princip vara besegrad efter några månader och efter sex månader skulle all sovjetisk mark väster om Uralbergen vara ockuperad. Redan på senhösten 1941 skulle sedan en ny jätteoffensiv inledas från Kaukasus och Balkan för att erövra Storbritanniens intressen i Mellanöstern. Dessa planer hade årsskiftet 1941–1942 misslyckats helt. Hitler var emellertid inte en person som ägnade sig åt självkritik. Istället avskedade han krigsledningen och gjorde sig själv till högste befälhavare på östfronten.

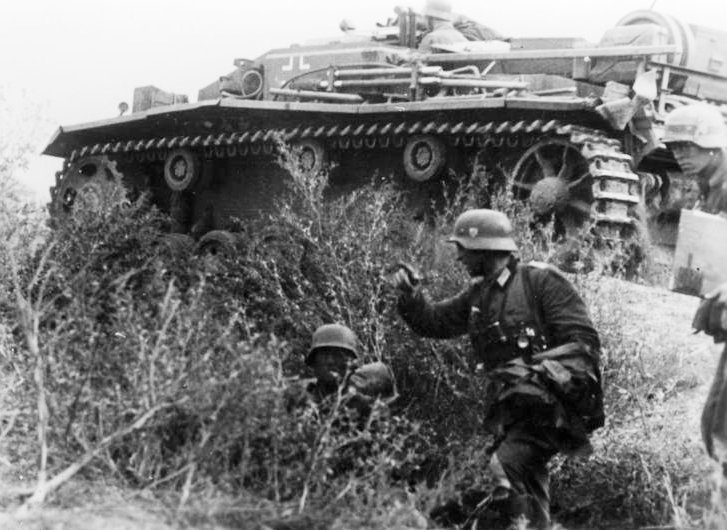
Tysk infanteri tillsammans med en infanterikanonvagn StuG III under framryckning mot Stalingrad i september 1942.

Den tyska krigsledningen hade även misslyckats grovt när det gällde bedömningarna av Sovjetunionens militära styrka. Man hade till exempel beräknat att Röda armén "bara" skulle kunna mobilisera 50 reservdivisioner. I december 1941 var den siffran uppe över 200. Analysen av Röda arméns insatser vid finska vinterkriget hade dessutom inte imponerat på Hitler och arméledningen. Att man räknade med ett kort krig var orsaken till att man inte försett soldaterna med adekvat vinterutrustning och det ledde till att tiotusentals soldater dog av köldskador vintern 1941-1942. Sådana problem hade inte de sovjetiska soldaterna även om den starka kölden var påfrestande även för dem. I planeringen underskattades också civilbefolkningens vilja att offra sig för att kasta ut angriparen. Trots enorma förluster, över 3 miljoner man bara i krigsfångar fram till december 1941, hade alltså Röda armén ändå så mycket kraft att man kunde gå till motoffensiv framför Moskva i början av december 1941. Hitlers blixtkrigstaktik hade därmed misslyckats helt. Tyskarnas förluster fram till början av december 1941 var också mycket omfattande, ca 743 000 döda och sårade men ändå långt mindre än röda arméns. Ett utnötningskrig väntade och när USA med sina oerhörda resurser gick med i kriget ungefär samtidigt som marskalk Grigorij Zjukov släppte lös sin offensiv utanför Moskva hade Hitler i praktiken förlorat andra världskriget.
Att kriget inledningsvis utvecklades till rena katastrofen för Sovjetunionens del var delvis självförvållat. I augusti 1939 hade den så kallade Molotov-Ribbentrop-pakten, en icke-aggressionspakt mellan Nazityskland och Sovjetunionen, slutits. Stalin räknade med att västmakterna och Hitler skulle föröda varandras länder i ett långt och oavgjort krig och därför att skulle få några års respit. Under våren 1941 anlände ständigt underrättelseuppgifter till Stalin vilka alla pekade mot att ett tyskt angrepp närmade sig. Trots det vägrade Stalin in i det sista att inse allvaret, att de ledande militärerna inom Röda arméns högsta ledning vädjade om att få vidta åtgärder hjälpte inte. När kriget slutligen inleddes var således den sovjetiska militären följaktligen inte alls förberedd. Vidare var Röda armén försvagad av alla de utrensningar som skett under den stora utrensningen 1936–1938, vilket tillsammans med den stora expansion av armén som utförts under 1939–1941 innebar att både ledning och material saknades.
Ytterligare en faktor som måste beaktas vid de enorma sovjetiska motgångarna fram till december 1941, är att Stalins passivitet inför de allt tydligare varningarna om ett tyskt anfall våren 1941 hämnade den strategi inför ett nytt krig som marskalk Michail Tuchatjevskij lagt fram under 1930-talet. Denna var i grunden offensiv, och förutsatte ett väl förberett försvar där man snabbt skulle hejda det tyska anfallet, för att sedan gå till motattack. Att Stalin sedan när väl kriget inletts förbjöd reträtter och kapitulationer hjälpte föga. Skadan var redan skedd, och strategen Tuchatjevskij hade själv avrättats under utrensningarna 1936–1938.
Röda armén fick omfattande militärt bistånd från USA och parallellt lyckades man förflytta stora delar av sin industri bortom Uralbergen dit tyskt bombflyg inte nådde. Resultatet blev att den sovjetiska krigsproduktionen 1942–1943 helt och hållet utklassade den tyska, vilket ledde till att Sovjetunionen från och med sommaren 1943 hade ett stort övertag i både manskap och materiel som stridsvagnar och kanoner. En överlägsenhet som bara blev större och större. Röda armén introducerade under krigets gång flera vapen som skulle sätta skräck i motståndaren, bland dessa kan nämnas den legendariska stridsvagnen T-34 som anses ha varit andra världskrigets bästa stridsvagn och Katiusjaraketerna. T-34-orna sattes in första gången senhösten/förvintern 1941 och överrumplade tyskarna då de plötsligt stod inför en motståndare som hade bättre stridsvagnar än de själva. Röda arméns förluster fortsatte emellertid att vara mycket stora hela kriget.

### Operation Blå och slaget vid Stalingrad

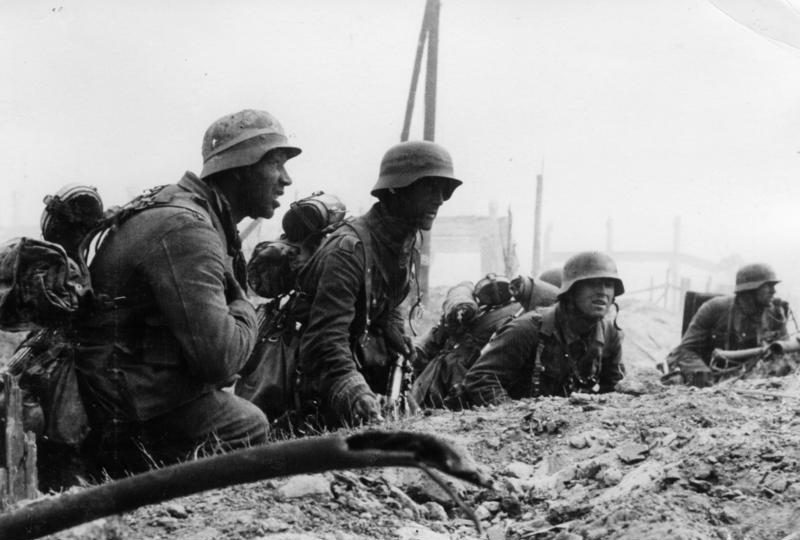
Tysk infanteri under gatustrider i Stalingrad.

Tyskarna hade visserligen mycket stora framgångar på det södra frontavsnittet sommaren 1942 (se Operation Blå). Sevastopol på Krimhalvön erövrades, Charkiv och Rostov hamnade återigen i tyska händer och man trängde ända fram till Kaukasus och Stalingrad vid Volgafloden.
De sovjetiska styrkorna höll emellertid mot här. Kaukasusområdet försvarades till priset av enorma sovjetiska förluster och efter den sovjetiska segern i det fruktansvärda slaget vid Stalingrad augusti 1942 till februari 1943 pressades tyskarna tillbaka igen. Tyskarna var faktiskt nära att erövra Stalingrad men stadens försvarare lyckades hålla ut fram till en rysk motoffensiv iscensattes 19 november.
290 000 tyskar blev fångade inne i staden och då undsättningsförsök misslyckades var 6:e armén under Friedrich Paulus ledning dömd till undergång. Tyskarna kapitulerade 2 februari 1943 och röda armén hade vunnit en mycket viktig seger. Det oerhört blodiga slaget hade då kostat tyska armén uppemot en 850 000 döda man (varav ca 350 000 italienare, rumäner och ungrare) i döda, sårade och krigsfångar. Sovjetunionen hade i samma stund förlorat 475 000 män.
Samtidigt som röda armén iscensatte den stora motoffensiven vid Stalingrad rasade ryska offensiver på det centrala frontavsnittet, bland annat vid staden Velikiye Luki, vid floden Lov i östra Belarus. Efter inledande tyska framgångar slutade även detta slag med rysk seger – 7 000 tyska soldater kapitulerade 16 januari 1943.
Visserligen var inte Sovjetunionens övertag markant fram till högsommaren 1943. Efter det katastrofala nederlaget vid Stalingrad hade tyskarna lyckats evakuera fler än en miljon man från Kaukasusområdet som hotade att bli avskurna.
Under våren dog minst 65 000 tyskar i staden Charkiv i nordöstra Ukraina – och båda parter erövrade staden flera gånger. Fronten gick försommaren 1943 från Svarta havet/Azovska sjön till Charkiv och vidare norrut. Hitlers främste strateg Erich von Manstein menade i sina memoarer att det fanns en möjlighet att få åtminstone "oavgjort" fram till juli 1943 men det hade förutsatt en mer defensiv strategi och defensiv var inget som Hitler ville kännas vid.
Vid staden Kursk fanns på försommaren 1943 en stor inbuktning i fronten och Hitler trodde att en seger här skulle avgöra kriget. Man satsade enorma resurser i operation Zitadelle, som blev historiens största pansarslag (se slaget vid Kursk). Men Röda armén hade fått bra underrättelseuppgifter och var väl förberedd när den tyska offensiven inleddes i början av juli. Inledningsvis hade tyskarna stora framgångar men man hade inte tillräcklig kraft att definitivt bryta igenom de ryska linjerna och så småningom övergick initiativet till Röda armén och Wehrmacht tvingades till reträtt.

### Sommaren 1943 till krigsslutet

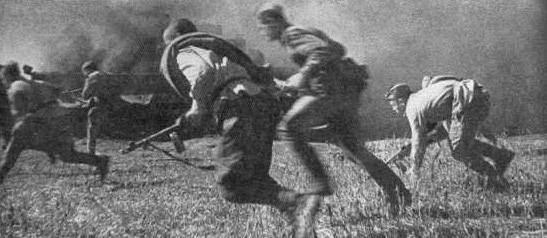
Sovjetiska soldater attackerar tyska positioner vid floden Dnepr i oktober 1943.

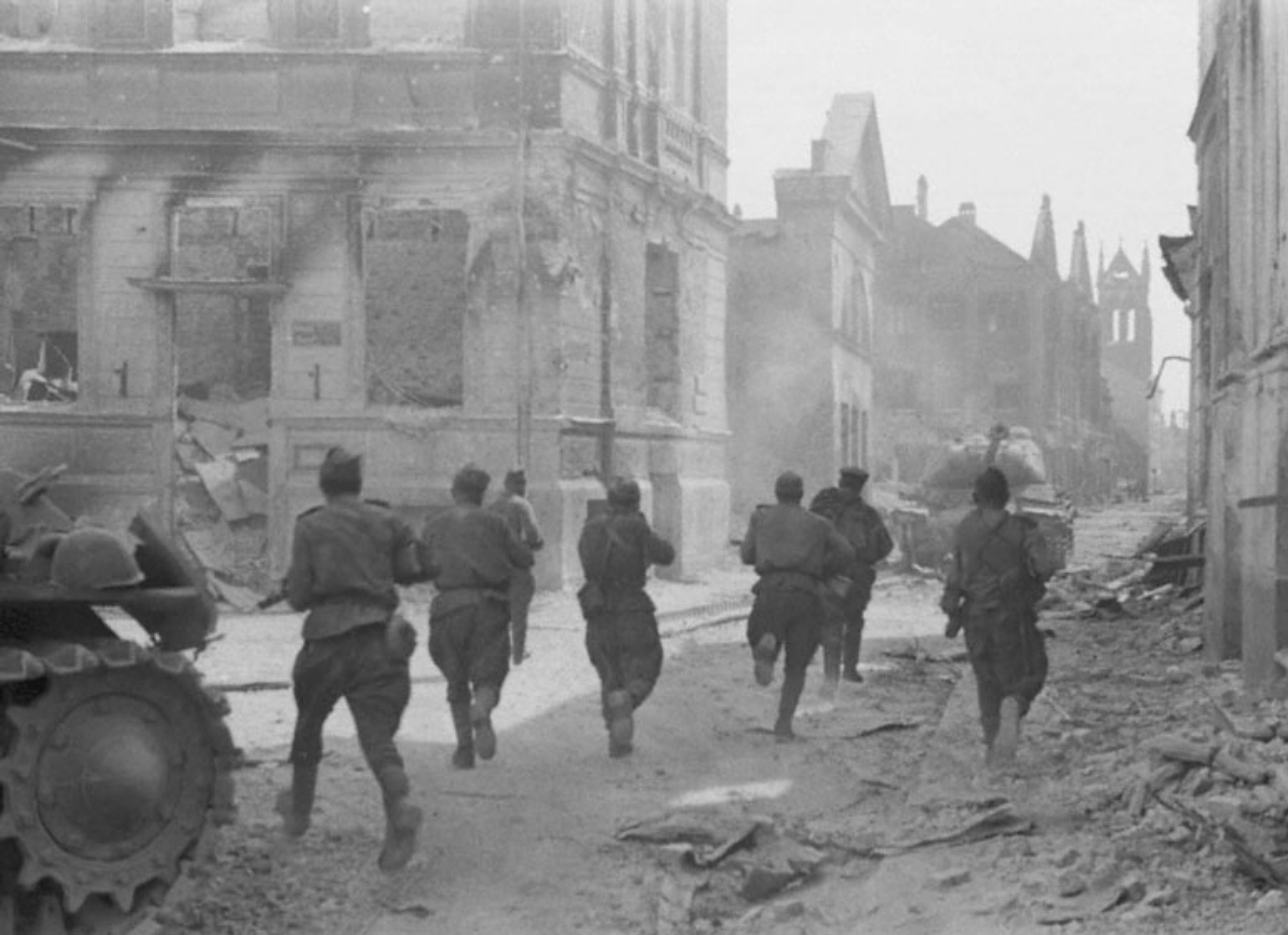
Sovjetiska soldater under gatustrider i staden Jelgava i augusti 1944.

Efter den sovjetiska segern i slaget vid Kursk i juli 1943 var det inte längre någon tvekan om utgången. Röda armén hade kommit tillbaka. Tyskarna pressades undan för undan tillbaka, för tyskarnas del var Röda arméns återerövring av Smolensk i september 1943 ytterligare en svår motgång.
Staden, belägen mitt på det centrala fronten var oerhört viktig strategiskt. Den mycket kraftiga produktionsökningen av sovjetiskt krigsmateriel hade nu nått en nivå där den tyska industrin inte hade en chans att ersätta förlusterna i samma takt som Röda armén (tyskarna var ju dessutom involverade på flera andra fronter i kriget mot Sovjetunionens västallierade). När kriget inleddes hade Röda armén haft ett litet övertag mot invasionsstyrkorna i manskap (ca 1,25 mot 1), hösten 1943 hade styrkeförhållande i manskap vuxit till 4 mot 1 och den fortsatte att växa ända fram tills krigsslutet.
Efter slaget vid Kursk hade Wehrmacht i praktiken förlorat hoppet om att återta initiativet. Hitler krävde att tyska armén skulle sakta ner Röda armén vid Dnepr. Röda armén, som man hade hoppats kunna stoppa vid Dnepr, bröt igenom fronten. Kiev befriades och tyskarna fördrevs helt ut ur Ukraina.
Tyskarna i Belarus överraskades när de sovjetiska styrkorna gick till anfall under namnet Operation Bagration. Cirka 381 000 tyskar förintades i Operation Bagration och 262 000 tyskar saknades eller tillfångatogs medan Sovjetunionen förlorade 178 000 man. I början av 1944 befriades Leningrad från tyskarna. Sensommaren 1944 var Sovjetunionen befriat frånsett vissa motståndsfickor i Baltikum.
I slutet av 1943, hade Röda armén återtagit kontrollen över större delen av det sovjetiska territoriet, och ryckte fram västerut bortom Sovjetunionens gränser för att besegra Nazityskland och dess allierade. Det var i detta sammanhang som de sovjetiska styrkorna erövrade Rumänien och innan 1944 var slut hade även Jugoslaviens huvudstad Belgrad fallit. Belgrads återerövring skedde i samarbete med Titos partisaner. Finland som gått med i kriget mot Sovjetunionen för att återta de territorier man tvingats avstå efter vinterkriget tvingades att byta sida sedan Röda armén trängt in på finskt territorium.

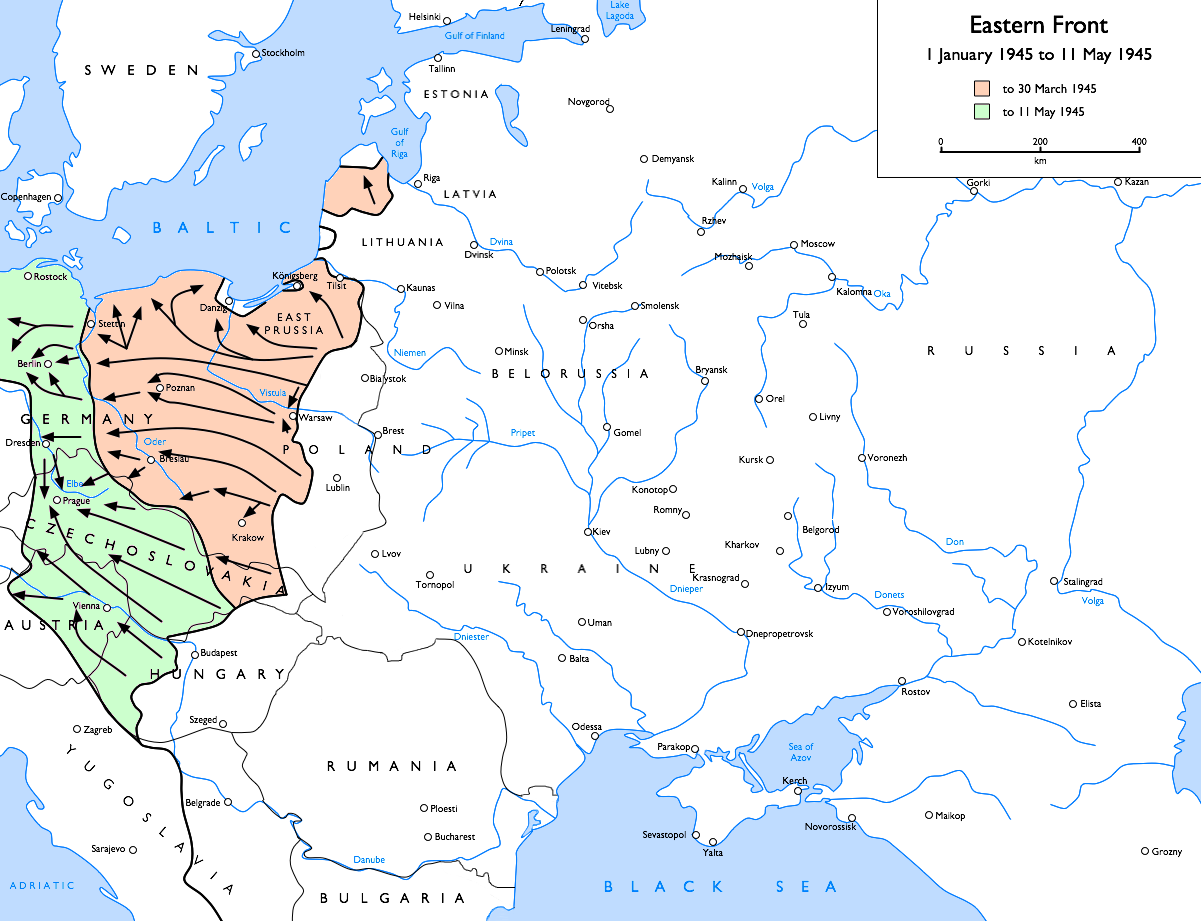
Sovjetisk framryckning från 1 januari till 11 maj 1945:
till 30 mars 1945
till 11 maj 1945

Trots att Röda armén sensommaren stod väldigt nära Warszawa ingrep man inte för att hjälpa rebellerna som gjort uppror. Detta orsakade starka spänningar med de västallierade och SS-förband kunde därför till sist krossa upproret varpå en fruktansvärd terror följde som krävde cirka 250 000 liv. De centrala delarna av östfronten stod i stort sett still från augusti 1944 och fem månader framåt (den hade å andra sidan förflyttats ca 700 km västerut på bara sex veckor under sommaren).

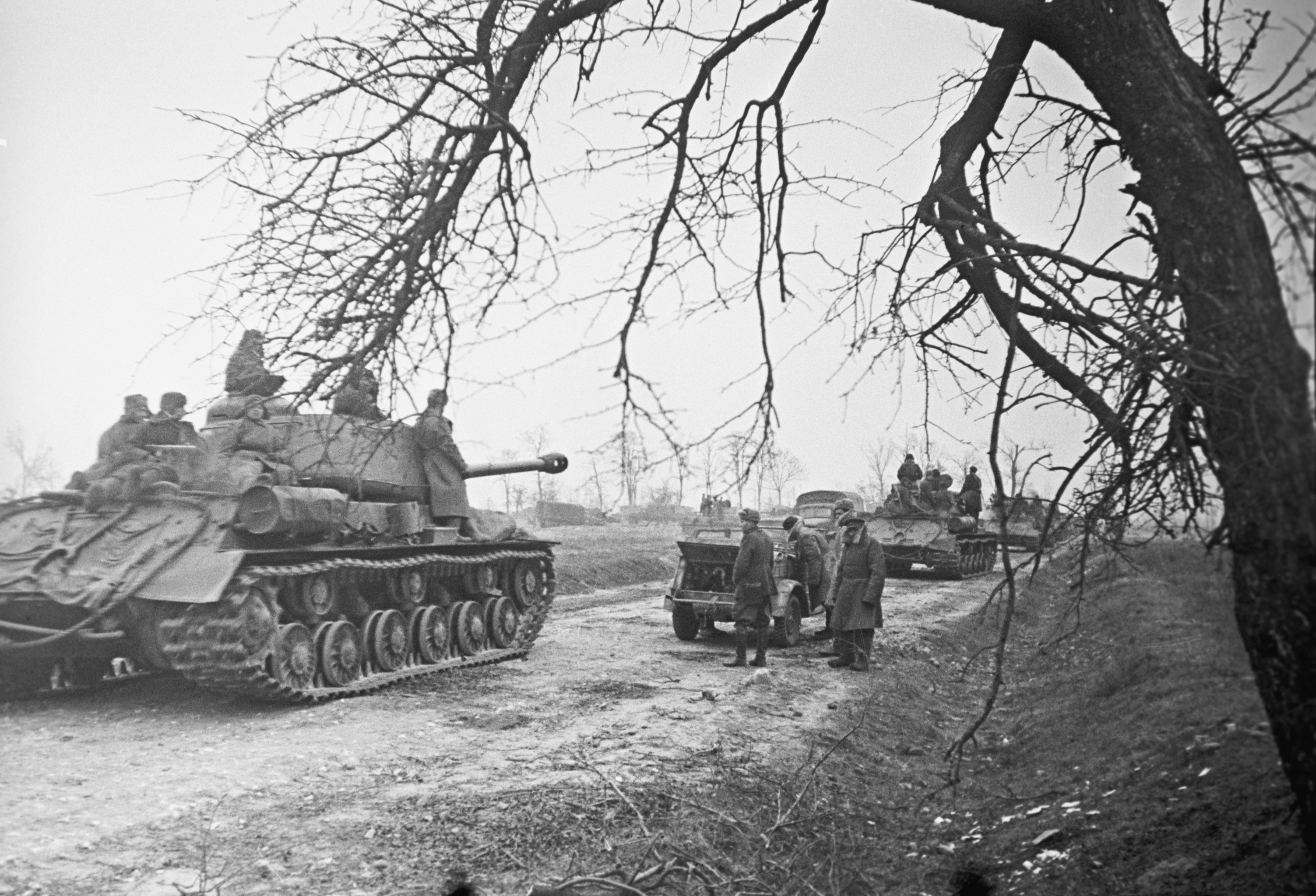
Sovjetiska stridsvagnar framrycker mot floden Wisła under Wisła-Oder-operationen.

I mitten av januari 1945 satte emellertid Sovjetunionen igång en jätteoffensiv över hela östfronten (se Wisła-Oder-operationen) med totalt ca 6 miljoner man – ett avsevärt större antal än Hitler använt i krigets inledning. I Polen sattes hela 2 miljoner soldater in på ett drygt 300 km brett frontavsnitt, vilket med undantag av slutstriden om Berlin troligen är den största truppkoncentrationen i världshistorien. Den sovjetiska överlägsenheten var enorm inte bara i manskap, utan även när det gällde flygplan, stridsvagnar, artilleri med mera. Tyskarna hade inte mycket att sätta emot denna enorma kraftansamling.
Röda armén nådde Polens huvudstad Warszawa som befriades den 17 januari 1945 och inom några veckor befann sig tätgrupperna bara 70 km från Berlin. Längre söderut föll Ungerns huvudstad Budapest 13 februari. Wien, Österrikes huvudstad var slutligen i sovjetiska händer 13 april. Längre norrut anföll man hamnstäderna utmed Östersjön som försvarades envist av tyskarna. Königsberg i Ostpreussen höll ut till mitten av april.
När Röda armén invaderade de östra delarna av Tyskland iscensattes vad som brukar kallas Stalins hämnd. Miljontals tyskar flydde för att undkomma Röda armén. Sovjetiska soldater begick övergrepp på civila tyskar. De flesta var tyska kvinnor som blivit våldtagna av ryska soldater ur Röda armén. Andra omkom under flykten och den deportation som sovjeterna genomförde i och med krigets slut.
Slutoffensiven mot tredje rikets huvudstad inleddes den 16 april (slaget om Berlin) med ca 2,5 miljoner man. Även om anfallet gick trögt de första dagarna hade tyskarna i långa loppet ingen möjlighet att försvara sig mot den enorma övermakten. Hitler begick självmord den 30 april och den 2 maj kapitulerade huvudstaden. Kriget på östfronten var slut även om det officiellt slutade först 8 maj då Tyskland kapitulerade villkorslöst på samtliga fronter. Operation Barbarossa hade i praktiken misslyckats redan på planeringsstadiet.

## Krigföringen

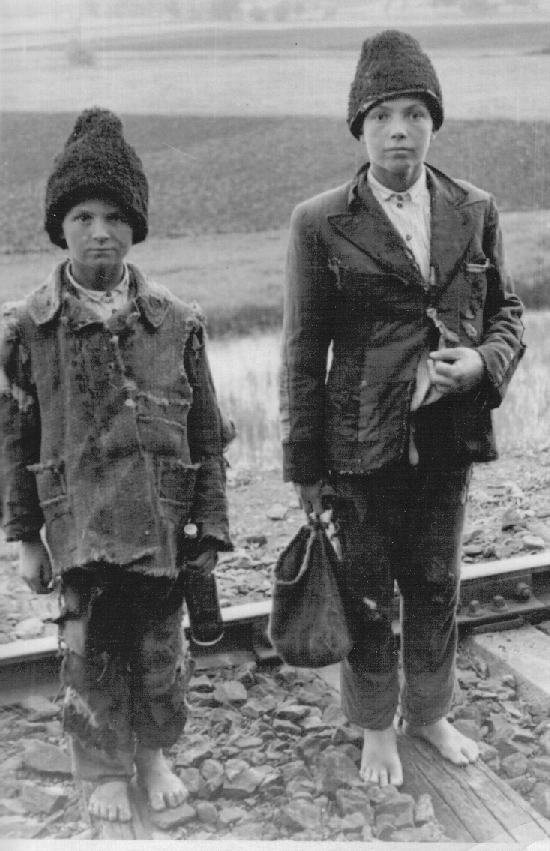
Hemlösa ryska barn på ockuperad mark (1942).

Kriget mellan Nazityskland och Sovjetunionen som startade med operation Barbarossa var ett masskrig, det mest intensiva och brutala krig som någonsin utkämpats mellan två stater. Kriget sysselsatte flera hundra divisioner samtidigt på varje sida. Som mest var 90 % av Wehrmacht (tyska krigsmakten) involverad i striderna på östfronten. På grund av krigets intensitet och den extremt brutala tyska krigföringen var kriget nästan ofattbart blodigt och civilbefolkningen utsattes för ohyggligt lidande.
Redan innan kriget inleddes hade Hitler förklarat att ingen hänsyn skulle tas till krigets lagar. Wehrmacht och Luftwaffe med stöd av SS-trupper skulle utkämpa ett rent utrotningskrig, där målet var att krossa Sovjetunionen, likvidera alla judar, romer och alla medlemmar i kommunistpartiet som hade administrativa uppgifter. Angående den övriga ryska civilbefolkningen skulle närmare 100 miljoner människor förslavas, likvideras eller deporteras. Förutom extrem terror (vilket förutom massavrättningar, tortyr och slavarbete även inkluderade massbombningar av städer) från angriparens sida, krävde även svält och sjukdomar oerhört många liv bland civilbefolkningen. Enbart den nästan 900 dagar långa belägringen av Leningrad augusti 1941 till januari 1944 beräknas ha krävt en miljon civila dödsoffer.
Till detta kom att Josef Stalins likgiltighet för sina egna medborgares liv ytterligare förvärrade läget för såväl de civila som soldaterna vid fronten. Enbart under slaget vid Stalingrad ska styrkor från säkerhetstjänsten NKVD ha avrättat över 10 000 soldater för ”feghet”. Under sommaren och hösten 1941 beordrade Stalin att man skulle sätta in fångar från slavlägren (Gulag) för att i självmordsuppdrag försöka bromsa tyskarnas framryckning. I slutet av kriget begick också Röda armén väldiga övergrepp mot civila tyskar. Vidare bör nämnas att kanske två miljoner sovjetmedborgare från minoriteter som bedömdes ha varit illojala, vanligtvis utan fog, deporterade från sina vistelseorter, med utbredd massdöd som följd. Även den sovjetiska behandlingen av krigsfångar var miserabel.
Redan innan det definitiva beslutet om Endlösung (den totala utrotningen av Europas judar) i januari 1942 vid Wannsee-konferensen, hade Hitler gett order om masslikvidering av den judiska befolkningen i Polen och Sovjetunionen. Mobila SS-förband (Einsatzgruppen) mördade sommaren och hösten 1941 hundratusentals ryska judar och tiotusentals kommunistmedlemmar, romer, med flera. Efter Kievs fall i september 1941 mördades exempelvis över 30 000 judar, i massakern vid Babij Jar. Dådet utfördes inte bara av tyska soldater. Man rekryterade även många personer från framförallt Baltikum och Ukraina, där antisemitismen var utbredd, och hatet mot Stalins regim enormt efter ockupationen 1940 respektive 1930-talets förföljelser.
Förutom det konventionella kriget vid fronten pågick även ett andra krig, där sovjetiska partisaner bekämpade de tyska trupperna i ryggen. På vissa håll hade tyskarna hälsats som befriare, särskilt i Ukraina som drabbats oerhört hårt av Stalins terror på 1930-talet. Men med alla grymheter som tyskarna gjorde sig skyldiga till ådrog sig ockupanterna snabbt befolkningens hat och en partisanrörelse växte fram och den kom att spela en stor roll. Man uppskattar att minst 300 000 gerillakrigare bekämpade tyskarna under sommaren 1943 och att många, många fler på olika sätt hjälpte partisanerna. Detta band avsevärda tyska truppresurser, uppemot 30 divisioner. Gerillakrigarna bestod av både civila och reguljära soldater som blivit avskurna från sina förband. Som motmedel på partisanaktiviteten svarade SS och Wehrmacht med hänsynslös terror. Ingen vet hur många civila som dödades i tyska vedergällningsaktioner.
Som i alla krig spelade propagandan en viktig roll. Josef Stalin tog på sig rollen som främste krigsledare och lät ösa propaganda över folket dels om överdrivna sovjetiska framgångar (särskilt i inledningen). Dessutom spelade man också på den ryska nationalismen, med hänvisning till tidigare ryska hjältar som Alexander Nevski och Alexander Suvorov. Likaledes tilläts den ryska kyrkan att bedriva själavårdande verksamhet igen.

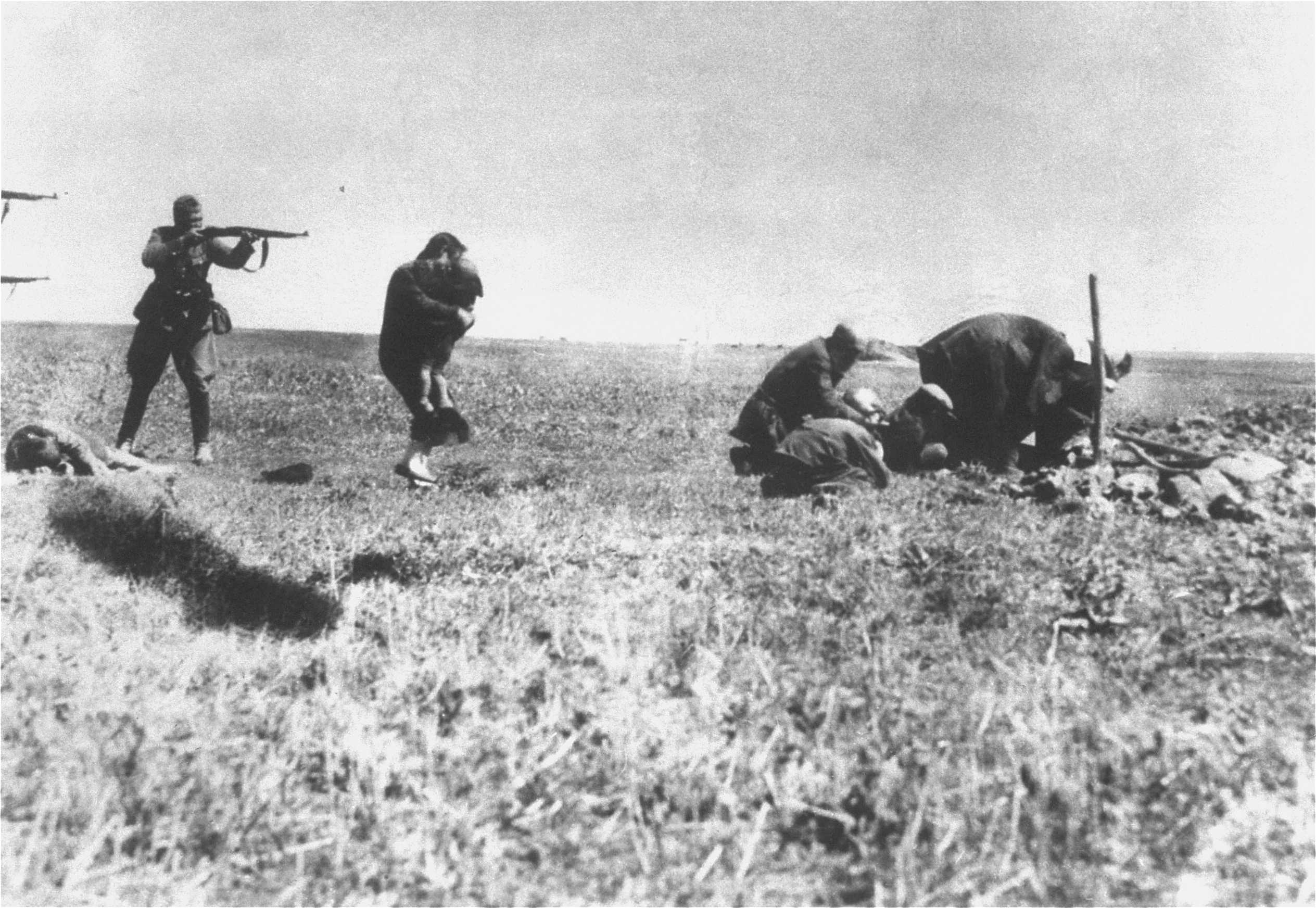
Judar avrättas i närheten av Ivanhorod i Ukraina 1942.

I den tyska propagandan förklarade att den sovjetiska befolkningen var ”undermänniskor” som måste röjas ur vägen för att säkra tyskarnas överlevnad. Under det senare skedet försökte Goebbels likna den sovjetiska armén vid mongolerna för att mana till försvarsvilja. Länge beräknades att minst 12 700 000 (13 miljoner) civila sovjetmedborgare miste livet. Lägger man sedan till antalet stupade sovjetiska soldater så skjuter siffran i höjden till cirka 26.6 miljoner, (inkl.civila döda) varav 8 miljoner var soldater. Vid fronten stupade 6,5 miljoner sovjetiska soldater. Därtill kommer cirka 2 miljoner soldater som dog som krigsfångar och ett okänt antal partisaner. Krigsfångarna dog av svält, sjukdomar, misshandel eller masslikvideringar i koncentrationsläger.
Även på den tyska sidan var förlusterna enorma; över 4 miljoner tyska soldater beräknas ha förlorat livet i anfallet mot Sovjetunionen, varav cirka 500 000 bekräftades döda i sovjetisk fångenskap. Den totala sifran om 4 miljoner döda inkluderar 2 miljoner tyska soldater som listades som saknade efter kriget. Men den tyska forskaren Rüdiger Overmans bedömer det som sannolikt att hälften av dessa dog i strider och den andra hälften dog i sovjetisk fångenskap. Till siffran över tyska stupade soldater kommer hundratusentals stupade frivilliga (däribland många sovjetiska kollaboratörer, så kallade hiwis) och andra som av olika anledningar tvingades att strida för Hitler. Även bland rumäner, italienare och ungrare var förlusterna mycket stora. Om man räknar in alla tyskar och Tysklands allierade krävde kriget i öst närmare 5 miljoner soldaters liv på angriparens sida, varav cirka 650 000 bekräftades döda i fångenskap. Antalet döda totalt sett på Axelmakternas sida var sannolikt betydligt fler då osäkerheten är stor över hur många civila tyskar som omkom då Röda armén invaderade Ostpreussen och de övriga delarna av Tyska rikets östra delar. Enligt vissa bedömare var det så många som 2 miljoner civila. Dessutom är uppgifterna om antalet döda ryska kollaboratörer osäker som nämnts ovan. Se även anmärkning i slutet.
En del historiker anser att de enorma ryska uppoffringarna och dödstalen var en av orsakerna till att kalla kriget bröt ut bara något år efter krigsslutet. Josef Stalin ska enligt deras resonemang varit fast besluten att till varje pris hindra en framtida tysk invasion och då var det absolut nödvändigt att ha "vänligt sinnade" grannstater som skulle fungera som ”buffert” i händelse av att Sovjetunionen ånyo skulle invaderas. Detta kolliderade med västmakternas planer för Europa efter kriget varvid en konflikt mellan väst och öst uppstod.
(värt att notera är här att den ofta citerade siffran på 20-22 miljoner militära±civila döda är en underskattning, den riktiga siffran ligger egentligen på uppskattningsvis 26.6 miljoner. Den ursprungliga siffran på 20-22 miljoner är underskattningar baserat på sedan länge motbevisade Sovjetiska siffror)